# Epopeja słowiańska
Epopeja słowiańska (czes. Slovanská epopej) – cykl dwudziestu obrazów Alfonsa Muchy z lat 1910–1928, przedstawiających mitologię i historię Czech oraz innych ludów słowiańskich. 
Każdy z obrazów ma wymiary około osiem na około sześć metrów. Zamówione zostały przez amerykańskiego milionera, producenta urządzeń kanalizacyjnych, Charlesa Richarda Crane'a, wielbiciela Słowian.
Epopeja słowiańska została podarowana przez Alfonsa Muchę miastu Praga na podstawie umowy z 1913. Podczas II wojny światowej obrazy wchodzące w skład cyklu zwinięto i ukryto w praskiej szkole, by nie zostały przejęte i zniszczone przez Niemców. Po wojnie udostępniono je publiczności w latach 1960., a miejscem ekspozycji był zamek w Moravskim Krumlovie, a od 2012 r. praski Pałac wystaw. Cykl wystawiono w Nowym Jorku (przed 1939) i w Tokio w 2019.
W 2021 obrazy zostały przeniesione z powrotem do Moravskiego Krumlova, gdzie będą wystawione przez 5 lat.
Szacowana wartość cyklu malarskiego wynosi co najmniej 10,8 mln euro.

## Lista obrazów
| #  | Grafika | Tytuł                                                          | Opis                                               | Reprezentacja                    | Reprezentacja       | Rok ukończenia | Rozmiar         |
| #  | Grafika | Tytuł                                                          | Opis                                               | Miejsce                          | Czas                | Rok ukończenia |                 |
| -- | ------- | -------------------------------------------------------------- | -------------------------------------------------- | -------------------------------- | ------------------- | -------------- | --------------- |
| 1  |         | Słowianie na ziemi ojców                                       | Między turańskim biczem a gockim mieczem           | Polesie, Europa                  | Wieki ciemne        | 1912           | 8.10 m × 6.10 m |
| 2  |         | Święto Świętowida                                              | Kiedy bogowie toczą wojnę, zbawienie jest w sztuce | Rugia, Niemcy                    | Średniowiecze       | 1912           | 8.10 m × 6.10 m |
| 3  |         | Wprowadzenie języka starosłowiańskiego                         | Czcij Pana w ojczystym języki                      | "Weligrad" (? Mikulčice), Czechy | IX wiek             | 1912           | 8.10 m × 6.10 m |
| 4  |         | Car bułgarski Symeon I                                         | Gwiazda poranna słowiańskiej literatury            | Weliki Presław, Bułgaria         | X wiek              | 1923           | 4.80 m × 4.05 m |
| 5  |         | Król Czech Przemysł Ottokar II                                 | Związek słowiańskich dynastii                      | Praga, Czechy                    | lata 60. XIII wieku | 1924           | 4.80 m × 4.05 m |
| 6  |         | Koronacja Stefana Urosza IV Duszana na cara Serbii             | Słowiański kodeks prawa                            | Skopje                           | 1346                | 1926           | 4.05 m × 4.80 m |
| 7  |         | Jan Milicz z Kromieryża                                        | Burdel przerobiony na klasztor                     | Praga, Czechy                    | 1372                | 1916           | 4.05 m × 6.20 m |
| 8  |         | Jan Hus głoszący w Kaplicy Betlejemskiej w Pradze              | Prawda zwycięża                                    | Praga, Czechy                    | 1412                | 1916           | 8.10 m × 6.10 m |
| 9  |         | Spotkanie Na Křížkách                                          | Utrakwizm                                          | Las Sławkowski, Czechy           | 1419                | 1916           | 4.05 m × 6.20 m |
| 10 |         | Po bitwie pod Grunwaldem                                       | Solidarność Słowian północnych                     | Grunwald, Mazury, Polska         | 1410                | 1924           | 6.10 m × 4.05 m |
| 11 |         | Po bitwie o Witkową Górę                                       | Bóg reprezentuje prawdę, nie moc                   | Witkowa Góra, Czechy             | 1420                | 1923           | 4.80 m × 4.05 m |
| 12 |         | Piotr Chelczycki we Vodňanach                                  | Nie odpłacajcie złem za zło                        | Vodňany, Czechy                  | lata 20. XV wieku   | 1918           | 6.20 m × 4.05 m |
| 13 |         | Husycki król Jerzy z Podiebradów                               | Traktaty mają być przestrzegane                    | Praga, Czechy                    | lata 60. XV wieku   | 1923           | 4.80 m × 4.05 m |
| 14 |         | Obrona Szigetváru przed Turkami przez Nikolę Šubića Zrinskiego | Tarcza chrześcijaństwa                             | Szigetvár, Węgry                 | 1566                | 1914           | 8.10 m × 6.10 m |
| 15 |         | Drukowanie Biblii kralickiej w Ivančicach                      | Bóg dał nam dar języ                               | Ivančice, Czechy                 | 1579                | 1914           | 8.10 m × 6.10 m |
| 16 |         | Ostatnie dni Jana Amosa Komeńskiego w Naarden                  | Przebłysk nadziei                                  | Naarden, Holandia                | 1670                | 1918           | 6.20 m × 4.05 m |
| 17 |         | Święta Góra Athos                                              | Sheltering the Oldest Orthodox Literary Treasures  | Góra Athos, Grecja               |                     | 1926           | 4.80 m × 4.05 m |
| 18 |         | Przysięga Omladiny pod lipą                                    | Słowiańskie odrodzenie                             | Czechy                           | lata 90. XIX wieku  | 1926           | 4.80 m × 4.05 m |
| 19 |         | Obalenie poddaństwa w Rosji                                    | Praca w wolności jest podstawą państwa             | Moskwa, Rosja                    | 1861                | 1914           | 8.10 m × 6.10 m |
| 20 |         | Apoteoza Słowian                                               | Słowianie ludzkości                                | niezidentyfikowane               | przyszłość          | 1926           | 4.05 m × 4.80 m |